# Il giorno del giudizio (film 1971)
Il giorno del giudizio è un film italiano del 1971 diretto da Mario Gariazzo.

## Trama
In un villaggio del West, uno straniero comincia a uccidere i criminali, per vendetta. Lo sceriffo decide di proteggere la città.